# 波多野晴通
波多野晴通（1520年—1560年）別名與兵衛，是日本戰國時代的丹波國大名，波多野氏當主。他是波多野稙通的嫡男，子為波多野秀治和波多野秀尚。

## 生平
父親稙通統一丹波國，娶了三好長慶的女兒來保持友好關係，是一名優秀的武將，但是晴通則是相當愚蠢。
天文17年（1548年），因為長慶與波多野氏的女兒離婚，因此與細川晴元結盟並與三好氏對立。在八上城籠城並數度成功撃退三好氏的入侵，但是仍不斷受到侵攻，最終松永久秀和久秀的弟弟‧繼承丹波守護代內藤氏的松永長賴侵攻，在1555年降伏。
在永祿3年（1560年）死去。